# Recovering
«Recovering» — песня Селин Дион, выпущенная 9 сентября 2016 года лейблом Columbia Records. Песня была написана специально для Дион певицей и музыкантом Пинк в соавторстве с Алленом Шэмблином и Томом Дугласом и посвящена мужу Дион Рене Анжелилу, который скончался от рака в январе того же года. В качестве продюсеров выступили Умберто Гатика и Скотт Прайс.

## История создания
Селин обладает одним из самых невероятных голосов, которые я слышала. Она словно магическая лампа, излучающая свет в мир. Эта песня требовала совсем немногого. Я знаю, что многие хотят слышать мощь голоса Селин, я же хотела услышать её душу. Она просто удивительная, и написать для неё песню — огромная честь для меня.
В январе 2016 года Дион пережила потерю своего 73-летнего мужа Рене Анжелила, чью жизнь после долгой борьбы унёс рак горла. В июле перед парижским концертом её летнего тура Дион сообщила в интервью «Entertainment Tonight», что Пинк написала для неё песню в память об Анжелиле. Новость была растиражирована многочисленными новостными изданиями. 9 сентября состоялся релиз песни.

## Живые выступления
Одно из первых публичных исполнений «Recovering» состоялось в день выхода песни, 9 сентября 2016 года, в рамках благотворительного мероприятия в пользу исследования рака «Stand Up 2 Cancer», прямую трансляцию которого осуществляло более 40 телеканалов. Мероприятие проводилось в стенах «Концертного зала имени Уолта Диснея» в Лос Анджелесе. После трансляции Пинк поблагодарила певицу в собственном Твиттере. Впервые же Дион исполнила песню за день до этого, во время записи эпизода «Шоу Эллен Дедженерес», который был показан 12 сентября. 20 сентября Recovering была включена в сет-лист шоу Дион в Лас-Вегасе, а в 2017 году она исполняла песню в рамках своего летнего европейского тура.

## Список композиций
- Цифровая дистрибуция

1. «Recovering» — 3:24

## Позиции в чартах
| Чарт (2016)                            | Высшая позиция |
| -------------------------------------- | -------------- |
| Канада (Hot Canadian Digital Songs)    | 16             |
| США (Billboard Pop Digital Song Sales) | 28             |
| Франция (SNEP)                         | 50             |

## Хронология релиза
| Регион | Дата            | Лейбл    | Формат               |
| ------ | --------------- | -------- | -------------------- |
| Мир    | 9 сентября 2017 | Columbia | Цифровая дистрибуция |